# Дијагноза: Убиство (5. сезона)
Пета сезона серије Дијагноза: Убиство емитована је од 18. септембра 1997. године до 14. маја 1998. године четвртком у 21 час.
Сезону је на ДВД-у и у два дела и целу издао Visual Entertainment, Inc. Када је сезона издавана у два дела, епизода "Опседнутост (2. део)" није била укључена. Део у ком Марк Слоун налеће на Роба Петрија у радио станици није био укључен у издавању саме сезоне, али је био укључен када је издата цела серија.

## Опис
Главна постава се у овој сезони није мењала.

## Улоге
- Дик ван Дајк као др. Марк Слоун
- Викторија Ровел као др. Аманда Бентли
- Чарли Шлатер као др. Џеси Травис
- Бери ван Дајк као Стив Слоун

## Епизоде
| Бр. еп. (укупно) | Бр. еп. (у сезони) | Наслов                                    | Редитељ               | Сценариста                                                              | Премијера           | Гледаност у САД-у (милиони) |
| --- | ------------------ | ----------------------------------------- | --------------------- | ----------------------------------------------------------------------- | ------------------- | --------------------------- |
| 86 | 1                  | "Убиство плаваца"                         | Кристијан И. Најби II | Ли Голдберг и Вилијам Рабкин                                            | 18. септембар 1997. | 14.00                       |
| Истрага убиства посланикове супруге открила је могућу заверу унутар полиције. |                    |                                           |                       |                                                                         |                     |                             |
| 87 | 2                  | "Јасан случај"                            | Кристофер Хиблер      | Џеклин Блејн                                                            | 25. септембар 1997. | 15.10                       |
| Син једног судије, Дејвид, који је такође судија је у вези са Алисон Портер, ћерком медијског могула, од њене 13. године. Када је напунила 18 година, она је најавила Дејвиду да ће објавити њихову везу рекавши да је пунолетна, а он неожењен и да немају због чега да крију па ју је он удавио у кади. |                    |                                           |                       |                                                                         |                     |                             |
| 88 | 3                  | "Пожар на Малибуу"                        | Криситјан И. Најби II | Синопсис: Џери Конвеј и Вејн Бервик Сценарио: Џери Конвеј               | 2. октобар 1997.    | 13.90                       |
| Док је истраживао смрт еколога који је имао дугачак списак непријатеља, Слоуновој кући прети пожар који се шири Малибуом. |                    |                                           |                       |                                                                         |                     |                             |
| 89 | 4                  | "Смртоносне игре"                         | Кристофер Хиблер      | Џеф Питерс                                                              | 9. октобар 1997.    | 12.90                       |
| Богаташица плаве крви је избодена током плана који је смислио њен шеф обезбеђења. |                    |                                           |                       |                                                                         |                     |                             |
| 90 | 5                  | "Закуцавање смрти"                        | Винсент Мекивити      | Синопсис: Лари Броди, Ли Голдберг и Вилијам Рабкин Сценарио: Лари Броди | 16. октобар 1997.   | 13.90                       |
| Џесију прете отказ и одузимање дозволе јер је окривљен за смрт кошаркашке звезде који је узео смртоносну мешавину суплемената. Марк и Аманда су убрз ооткрили доказе који указују на убиство, али Џесија намера да скине љагу са свог имена уваљује у још већу невољу. |                    |                                           |                       |                                                                         |                     |                             |
| 91 | 6                  | "Изглед може да убије"                    | Кристофер Хиблер      | Крег Тепер                                                              | 23. октобар 1997.   | 15.00                       |
| Наизглед здрава манекенка Џулија Раш је умрла, а њено стање је можда повезано са пластичном операцијом. Клиника на којој је она рађена је под истрагом. |                    |                                           |                       |                                                                         |                     |                             |
| 92 | 7                  | "Кобни утицај (1. део)"                   | Кристијан И. Најби II | Дејвид Бенет Карен и Џ. Лери Керол                                      | 30. октобар 1997.   | 14.90                       |
| Слоун и Аманда учествују у истрази пада ваздухоплова. Амандин дечко, посебни агент Рон Вагнер, најавио је да преузима истрагу пада ваздухоплова, отмице истог и кријумчарења руског материјала за ФБИ, али је убрзо схватио да не може да направи ништа ни налик на потребан напредак без лекарског тројца и Стива. Они су почели да сарађују у истрази , а онда је откривено да је материјал из ваздухоплова озрачен. |                    |                                           |                       |                                                                         |                     |                             |
| 93 | 8                  | "Кобни утицај (2. део)"                   | Кристијан И. Најби II | Џеклин Бејн                                                             | 30. октобар 1997.   | 14.90                       |
| Истрага је постала јако хитна јер је откривено да је озрачени материјал коришћен за прављење направе која ће највероватније бити коришћена за прављење апокалипса у ЛА од стране неочекиване осумњичене осветољубиве Дајен, гласноговорницом ожалошћених. |                    |                                           |                       |                                                                         |                     |                             |
| 94 | 9                  | "Треба убити телевизију"                  | Кристофер Хиблер      | Ли Голдберг и Вилијам Рабкин                                            | 6. новембар 1997.   | 15.50                       |
| Смрт директорке телевизије од другог срчаног удара довеле су Слоуна до открића да су јој таблете нитроглицерина замењене таблетицама шаћера. |                    |                                           |                       |                                                                         |                     |                             |
| 95 | 10                 | "Одбачени"                                | Кристијан И. Најби II | Џ. Лери Керол и Дејвид Бенет Карен                                      | 13. новембар 1997.  | 16.10                       |
| Џеси се умешао у смртоносну мрежу међународних интрига када је открио да му је отац тајни агент кога јуре, а убрзо је откривено да један стари случај можда крије кључ за хватање кривца. |                    |                                           |                       |                                                                         |                     |                             |
| 96 | 11                 | "Губитак пантомимичара је велики губитак" | Кристофер хиблер      | Ли Голдберг и Вилијам Рабкин                                            | 20. новембар 1997.  | 13.30                       |
| Привлачна полимата је пронашла убијеног пантомимичара у свом кревету. Она ће учинити све како би решила случај па чак и крађу Стивове значке и представљање као поручница Стиви Слоун. На крају су се Марк и Стив сложили да је она стварно нешто посебно. |                    |                                           |                       |                                                                         |                     |                             |
| 97 | 12                 | "Смрт на смртоносној мотористици"         | Рон Сатлов            | Бери ван Дајк                                                           | 11. децембар 1997.  | 14.90                       |
| За кобни пад мотористе смртоносне мотористике је током снимања опасне каскаде се испоставило да је минирање, а списак осумњичених и побуда је почео брзо да расте. |                    |                                           |                       |                                                                         |                     |                             |
| 98 | 13                 | "Одмазда (1. део)"                        | Кристијан И. Најби II | Ли Голдберг и Вилијам Рабкин                                            | 8. јануар 1998.     | 13.90                       |
| Слоун је запретио мафијашком шефу због рањавања Стива, а онда је оптужен да је убио истог. Слоун је осуђен на смрт и добио је прилику да види како је у затвору. |                    |                                           |                       |                                                                         |                     |                             |
| 99 | 14                 | "Одмазда (2. део)"                        | Кристијан И. Најби II | Ли Голдберг и Вилијам Рабкин                                            | 15. јануар 1998.    | 16.00                       |
| Слоун се сусрео са старим непријатељем који чека извршење смртне казне који му је можда сместио док су се Стив и ПОТ Елисон удружили како би доказали његову невиност. |                    |                                           |                       |                                                                         |                     |                             |
| 100 | 15                 | "Вежба за смрт"                           | Рон Cатлов            | Робин Меден                                                             | 22. јануар 1998.    | 15.60                       |
| Током вежбе за хитне случајеве у болници, пословођа медицинсих сестара и један болесник уметник су побијени. Половином епизоде, један тунел се урушио па јенастао прави хитан случај. Умешано је много радњи, осумњичених, звезда и планова. |                    |                                           |                       |                                                                         |                     |                             |
| 101 | 16                 | "Киша ужаса"                              | Кристијан И. Најби II | Крег Тепер                                                              | 29. јануар 1998.    | 14.40                       |
| Слоун и Аманда су гости на вечери током кине ноћи у којој се дешавају убиство и интриге чији су главни учесници мајка и ћерка. |                    |                                           |                       |                                                                         |                     |                             |
| 102 | 17                 | "Прасак беба"                             | Винсент Мекивити      | Џеклин Блејн                                                            | 5. фебруар 1998.    | 13.20                       |
| Човек је узео труднице на течају и Аманду као таокиње тврдећи да је једна од трудница искористила његову сперму без дозволе, али када је лекар који је осумњичен за оплођење туђом спермом убијен, Слоун мора да пронађе начин да смири стање док решава убиство. |                    |                                           |                       |                                                                         |                     |                             |
| 103 | 18                 | "Ток-шоу смрти"                           | Кристијан И. Најби II | Џојс Бурдит                                                             | 26. фебруар 1998.   | 15.30                       |
| Пар водитеља ток-шоа је изводило разна изненађења после чега је на крају водитељ убио водитељку, али је Слоун убрзо открио да им је неко можда сместио и да му посао ток-шоа даје неколико осумњичених. |                    |                                           |                       |                                                                         |                     |                             |
| 104 | 19                 | "Образовање из убиства"                   | Френк Такери          | Синопсис: Џеклин Блејн Сценарио: Џеклин Блејн, Д. О'Брајен и Пол Рендл  | 5. март 1998.       | 15.00                       |
| Друштвена средњошколка одговорна је за неколико смрти у средњој школи. |                    |                                           |                       |                                                                         |                     |                             |
| 105 | 20                 | "Убиство на циљу"                         | Кристофер Хиблер      | Џ. Лери Керол и Дејвид Бенет Карен                                      | 26. март 1998.      | 13.80                       |
| Слоунова истрага несреће у којој је погинуо рели тркач добила је неочекивани преокрет када је обдукција открила да је он био мртав још пре него што се несрећа десила што га је довело до закључка да је несрећа била заташкавање. |                    |                                           |                       |                                                                         |                     |                             |
| 106 | 21                 | "Прво: Не науди"                          | Винсент Мекивити      | Ернест Киној                                                            | 16. април 1998.     | 14.60                       |
| Девојчица примљена у ургентни центар умрла је због поступка због ког је дошло до кашњења што је навело Слоуна да преиспита тај поступак. |                    |                                           |                       |                                                                         |                     |                             |
| 107 | 22                 | "Одржати обећања"                         | Кристијан И. Најби II | Дејвид Бенет Карен и Џ. Лери Керол                                      | 23. април 1998.     | 15.00                       |
| Чувар Рајан Метјус дошао је да препозна тело супруге, али је испало да то није она. У болници не знају да Метјуса уцењује преварант који држи жену као таокињу. Када је болница преварена, а Метјус испао једини осумњичени, Слоун је смислио план како да открије преваранта и скине љагу са Метјусовог имена. |                    |                                           |                       |                                                                         |                     |                             |
| 108 | 23                 | "Борба храном"                            | Рон Сатлов            | Џеклин Блејн                                                            | 30. април 1998.     | 13.10                       |
| Џеси се пријавио да буде домаћин Добротворног пријема када се десило убиство. Мало ко је знао докле све то може да доведе. |                    |                                           |                       |                                                                         |                     |                             |
| 109 | 24                 | "Опседнутост (1. део)"                    | Кристијан И. Најби II | Ли Голдберг и Вилијам Рабкин                                            | 7. мај 1998.        | 13.40                       |
| Слоун верује да је низни бомбаш у чијем осуђивању је он помогао крив иако се десило још једно бомбардовање после његове смрти. |                    |                                           |                       |                                                                         |                     |                             |
| 110 | 25                 | "Опседнутост (2. део)"                    | Кристијан И. Најби II | Ли Голдберг и Вилијам Рабкин                                            | 14. мај 1998.       | 12.00                       |
| Пошто је добио отказ, Марк је са Амандом, Џесијем, Вагнером и Стивом кренуо у истрагу бомбардовања у ЛА на црно . |                    |                                           |                       |                                                                         |                     |                             |